# 나가타역 (고베 전철)
나가타역(일본어: 長田駅, ながたえき)은 일본 효고현 고베시 나가타구 나가타텐진마치 2초메에 있는 고베 전철의 역이다. 역 번호는 KB03이다. 표고는 70m이다. 차내 방송에서는 역명을 반복하는 경우에만, "신테쓰 나가타"로 안내하고 있다.

## 역사
- 1928년 11월 28일: 고베 아리마 전기철도 미나토가와 ~ 전철 아리마(현, 아리마온센)간 개통 시에 영업 개시.
- 1945년 8월 29일: 브레이크 고장으로 상행 전철이 본 역에서 탈선, 전복되면서 48명이 숨지는 사고 발생.
- 1947년 1월 9일: 미키 전기철도 회사의 합병으로 신아리미키 전기철도의 역이 됨.
- 1949년 4월 30일: 회사명 변경에 의하여 고베 전기철도의 역이 됨.
- 1988년 4월 1일: 회사명 변경에 의하여 고베 전철의 역이 됨.

## 역 구조
상대식 승강장 2면 2선의 지평역이다. 승강장 유효 길이는 5량이다. 역사는 하행 승강장 측에 있는, 상행 승강장에는 과선교로 연결된다.
연선 광 네트워크에 접속된 역무 원격 시스템이 도입되었고, 센터 역에서 자동 매표기, 자동 개찰기, 자동 정산기, 비디오 카메라, 인터폰, 셔터가 원격 조작된다. 이로 인하여, 역무원이 순회하는 역이고, 구내에는 매점 등이 설치되지 않았다.

### 승강장
| 역사측 | ■ 아리마 선(하행) | 스즈란다이・다니가미・아리마구치・아리마온센・요코야마・산다・니시스즈란다이・고바타・오시베다니・시지미・에비스・미키・오노・아오 방면 |
| 반대측 | ■ 아리마 선(상행) | 미나토가와・신카이치 방면 |

## 역 주변
- 고베 보오지초 우체국
- 고베 시립 나구라 초등학교
- 고베 시립 마루야마 중학교
- 효고 현립 효고 고등학교
- 효고 현립 유메노다이 고등학교
- 고베 시 신카쓰코 고등학교

## 인접역
| 고베 전철 아리마 선           | 고베 전철 아리마 선 | 고베 전철 아리마 선                         |
| ----------------------------- | ------------------- | ------------------------------------------- |
| KB02 미나토가와 신카이치 방면 | ■ 준급              | 스즈란다이 KB06 산다・아오・아리마온센 방면 |
| KB02 미나토가와 신카이치 방면 | ■ 보통              | 마루야마 KB04 산다・아오・아리마온센 방면   |